# 笑い女

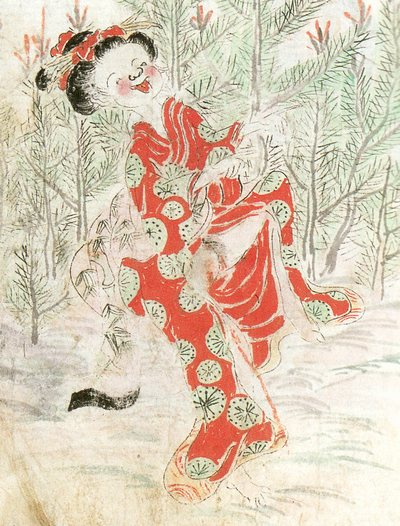
『土佐化物絵本』より「笑い女」

笑い女（わらいおんな）は、土佐国山北（現・高知県香南市）に伝わる妖怪。江戸時代末期から明治時代初期の作と見られる妖怪絵巻『土佐化物絵本』に記述がある。毎月1日、9日、17日に山に入るとこれに遭い、半死半生になってしまうといわれた。「勝賀瀬の赤頭」「本山の白姥」と並び、土佐の3大妖魔の一つとされる。

## 概要
あるとき、樋口関太夫という者がこの言い伝えを無視し、家来たちを引き連れて山に入ったところ、17,18歳程度の女性が関太夫を指差して笑っていた。次第に笑い声が高くなり、周りの石、植物、水、風までもが大笑いしているように笑い声が轟いた。関太夫たちは慌てて逃げ帰った。家来たちは麓で気絶したものの、関太夫はどうにか無事帰還した。関太夫が死ぬまで、あの笑い声は耳に残っていたという。
なお、文化時代の土佐の地誌『南路志』に、これとまったく同じ物語があるが、題は「笑い男（わらいおとこ）」であり、登場する妖怪は女性ではなく、十代半ばの少年とされている。逃げ帰った関太夫が後にその笑い声を思い出すときには、耳に鉄砲を撃ち込まれたような音がしたという。
「笑い女」の名の妖怪は、同じ高知の幡多郡宿毛市と土佐郡土佐山村にも伝わっており、夜の深山で姿を見せずに笑い声をあげるものといわれる。芸西村白髪では、タカサデ山という場所に2人の老婆が山菜を採りに行くと、若い女が現れて笑い出し、老婆たちもつられて笑い、女がいなくなった後も笑いこけ、その挙句に何日も熱病に侵されたという。香我美町（現・香南市）では、笑い女を退治した際に用いたという剣が、土居城の跡地のツルギ様という祠に祀られている。土佐山村（現・高知市）では、笑い女は麦の熟す時分に現れるという。西土佐山村では、山女郎が人前に現れて大笑いし、一緒に笑うと食われるといわれる。タヌキが笑い女の正体とされることもある。

## 類話
鳥山石燕による江戸時代の妖怪画集『今昔百鬼拾遺』に「倩兮女（けらけらおんな）」という妖怪があるが、笑い声が恐怖を与えるという設定で描かれた妖怪であり、笑い男や笑い女と同種のものと解釈されている。